# 寿陽堂とし国
寿陽堂 とし国（じゅようどう としくに、生没年不詳）とは、江戸時代の大坂の浮世絵師。

## 来歴
春好斎北洲及び寿好堂よし国の門人。始めは北洲の門人であったが後によし国の門人となった。大坂の人で唐物町に住む。芦堂、春陽堂、寿陽堂、とし国、年国、歳国、豊川と称し、天保3年（1832年）9月からは「春帰斎北雁」と称す。作画期は文化13年（1816年）から天保中期にかけてで、役者絵を描いている。

## 作品
- 「高野師直・市川鰕十郎」　大判錦絵　※文化13年、大坂堀江芝居『仮名手本忠臣蔵』より
- 「三郎盛国・嵐吉三郎」　大判錦絵　池田文庫所蔵　※文化14年、大坂中の芝居『先陣藤戸誉』より
- 「口上　市川甚之助」　大判錦絵　早稲田大学演劇博物館所蔵　※文政4年（1821年）
- 「宮本無三四・尾上多見蔵」　大判錦絵　池田文庫所蔵　※文政7年6 - 10月頃、東竹田芝居『絵本巌流島』より
- 「自来也・中村鶴助」　大判錦絵　池田文庫所蔵　※文政7年9 - 10月頃、大坂大西芝居『柵自来也談』より
- 「奴谷平・浅尾歌四良　加藤清正・片岡市蔵　上田慶次郎・尾上芙雀　つぢかぜの伴助・百村門九郎」　大判錦絵2枚続　池田文庫所蔵　※文政9年7月、大西芝居『契情会稽山』より
- 「佐藤忠信・中村歌右衛門」　大判錦絵　池田文庫所蔵　※文政8年9月、堺大寺芝居『義経千本桜』より
- 「三郎国定・中村芝翫」　大判錦絵　池田文庫所蔵　※文政9年7月、中の芝居『木下蔭狭間合戦』より
- 「二世中村芝翫楽屋之図」　大判錦絵　※大首絵。文政10年（1827年）正月、大坂角の芝居
- 「今木伝七・嵐橘三郎」　大判錦絵　池田文庫所蔵　※文政10年4月、中の芝居『拳褌廓大通』より
- 「網干右兵衛之助・嵐璃寛　門番松兵衛・浅尾工左衛門」　大判錦絵　早稲田大学演劇博物館所蔵　※天保3年（1832年）9月、中の芝居『払暁浦朝霧』より